# Acta Crystallographica
Acta Crystallographica je familija naučnih časopisa, sa recenziranim  člancima o kristalografiji, koje objavljuje Međunarodna unija za kristalografiju (IUCr). Časopis je uspostavljen 1948. godine kao jedan časopis pod nazivom Acta Crystallographica (ISSN 0365-110X) Godine 1967. časopis je razdvojen u Sekciju A i Sekciju B. Sekcija C je dodata 1983. godine, a Sekcija D 1993. godine. Sekcija E je dodata 2001 i Sekcija F 2005. godine.
IUCr je prešao na isključivo onlajn objavljivanje za sve svoje časopise 2014. godine
Acta Crystallographica je poznata po kvalitetu svojih članaka, kao i po velikom uticaju u polju kristalografije.

## Časopisi

### Acta Crystallographica Section A: Foundations and Advances
Acta Crystallographica Section A: Foundations and Advances objavljuje članke o napredcima u teoriji i praksi svih oblasti kristalografije u najširem smislu. Pored tradicionalne kristalografije, obuhvaćeni su nanokristali, metakristali, amorfni materijali, kvazikristali, sinhrotronske i XFEL studije, koherentno rasipanje, difrakcioni prikazi, vremenski-rešene studije i strukture naprezanja i defekata u materijalima. Časopis ima apstraktni katalog i indeksiran je u mnoštvu naučnih bibliografskih baza podataka. Nakon što je Acta Crystallographica razdvojena u sekcije 1967, sekcija A je nazvana Acta Crystallographica. Section A: Crystal Physics, Diffraction, Theoretical and General Crystallography, i objavljivana je u Danskoj (ISSN 0567-7394). Međutim, ime časopisa i ISSN su ponovo promenjeni 1982 u njegovo sadašnje stanje. Godine 2000. Acta Crystallographica Section A je počela sa elektronskim prijemom članaka i onlajn preplatničkim pristupom.

### Acta Crystallographica Section B: Structural Science, Crystal Engineering and Materials
Acta Crystallographica Section B: Structural Science, Crystal Engineering and Materials objavljuje naučne članke vezane za strukturne nauke o jedinjenjima i materijalima u najširem smislu. Poznavanje aranžmana atoma, uključujući njihove temporalne varijacije i zavisnosti od temperature i pritiska, su često od ključnog značaja za razumevanje fizičkih i hemijskih fenomena i od presudnog su značaja za dizajn novih materijala i supramolekularnih uređaja. Acta Crystallographica B je forum za objavljivanje takivih doprinosa. Naučni razvoji bazirani na eksperimentalnim studijama, kao i oni koji su bazirani na teoretskim pristupima, uključujući kristalno-strukturna predviđanja, odnose strukture i osobina, i upotrebu baze podataka kristalnih struktura, se objavljuju.

### Acta Crystallographica Section C: Structural Chemistry
Acta Crystallographica Section C: Structural Chemistry objavljuje naučne radove sa strukturnim sadržajem, a posebnor, važne rezultate vezane za hemijske nauke. Sekcija C je časopis izbora za brzo objavljivanje članaka koji naglašavaju interesantna istraživanja omogućena određivanjem, proračunom ili analizom struktura bilo kojeg tipa, osim makromolekularnih struktura. Članci koji naglašavaju nauku i ishode omogućine izučavanje su posebno dobrodošli. Autori se preporučuje da uvrste formalni naučni sadržaj u članke, čime se proizvode manuskripti koji su u znatnoj meri naučno kompletni doprinosi i kao takvi od interesa širokoj čitalačkoj zajednici.

### Acta Crystallographica Section D: Biological Crystallography
Acta Crystallographica Section D: Biological Crystallography pokriva "sve aspekte strukturne biologije, sa posebni naglaskom na strukturama bioloških makromolekula i metodama koje se koriste za njihovo određivanje ".

### Acta Crystallographica Section E: Structure Reports Online
Acta Crystallographica Section E: Structure Reports Online je časopis otvorenog pristupa čija namena je da bude "jednostavan i lako dodtupan mehanizam objavljivanja za rastući broj neorganskih, metalo-organskih i organskih određivanja kristalne strukture". Nakon uvršavanja Sekcije C vebsajt Crystallography Journals Online, Section E je lansiran 2001. godine kao "prirodni izbor za objavljivanje pojedinačnih struktura, obično sa manje detaljnom diskusijom rezultata nego što bi bilo podesno za Sekciju C". Počevši od 2012, Acta Crystallogr. E nije više uključena u indeks naučnih citacija.

### Acta Crystallographica Section F: Structural Biology Communications
Acta Crystallographica Section F: Structural Biology and Crystallization Communications je elektronski časopis koji objavljuje kratke komunikacije o kristalizaciji i strukturi bioloških makromolekula". Časopis se brzo pokazao popularnim, te je tokom svoje prve godine u 12 izdanja objavio preko 300 članaka na 1100 stranica".

## Spoljašnje veze
- IUCr journals official site